# اريك بارنز
اريك بارنز (بالإنجليزية: Eric Barnes)‏ (29 نوفمبر 1937 بمانشستر في المملكة المتحدة - 3 يناير 2014) هو لاعب كرة قدم بريطاني في مركز الدفاع. لعب مع نادي كرو ألكساندرا ونادي ويتون ألبيون.

## وصلات خارجية
- اريك بارنز على موقع قاعدة بيانات كرة القدم.إي يو (الإنجليزية)